# 聖維克托的休格

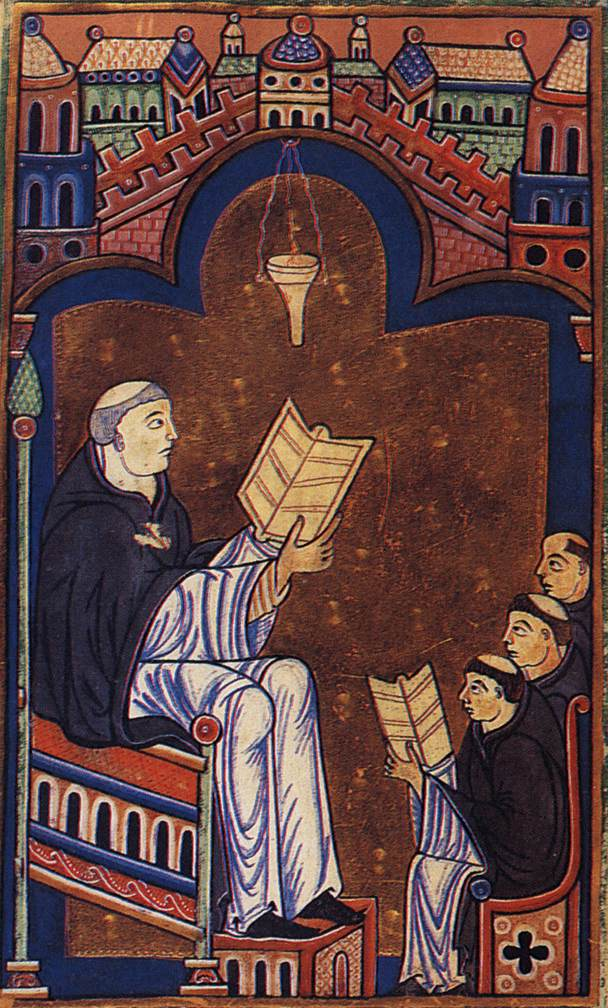
聖維克托的休格

聖維克托的休格，（英語：Hugh of Saint Victor，休格（Hugh）也译作休，1096年—1141年11月2日）可能出生於法國或位於德國的Saxony。因為缺乏原始資料，所以對於他的童年時期所知甚少。但可以確定的是約在十二世紀初，他被任命為 Victorine canons 的 canon 。休格於1115年抵達聖維克托，不久後開始在修道院學校授課。他為聖威克多學派墊下基礎，正當巴黎的不同學派百花齊放之際，他為自己的學派開創了獨特的風格，將哲學、釋經、神學、修到各科研究冶成一爐，並建立完整的體系。他的成就受到十三世紀波拿文土拉索嘉許，波士認為古今歷史上的神學家有奧古斯丁和安瑟倫，善於講道的有大貴格利和伯納德，退修知名的有偽迪尼修和聖維克多的李察，而休格則級以上三方面之大成。

## 哲學與神學
聖維克托的休格看重知識論，尊重一切自然界或超自然的知識。認為知識可被分為四個部分：理論性(如數學、神學，只在追求真理)、實踐性(如倫理、經濟、政治，指道德行為)、機械性(如農作、航海、狩獵、醫療，有助於日常起居生活)和邏輯性(如文法、修辭、辯證，教人正確的說話及討論)。休格相信哲學和理性是認知神性最好的工具，而他使用理性辯論他的立場和捍衛信念。他把知識分門別類的這種作法，正反映了當代神哲學界一種把學問系統化的趨勢。
休格的早期著作之一《論教學》（或稱 Didascalion），是一本百科式的有關上帝與基督的書。他刻意地避開任何爭議性主題和天主教核心信仰難題。儘管休格認為哲學是了解神性最有效的途徑，他對神祕主義深感興趣，且深信有關屬靈、神秘層次的上帝。在《論教學》中，他概述了三種哲學。他提及前三種哲學，是透過理論哲學的信念、實踐哲學的道德和出自機械哲學的物質釋放，來幫助我們凡人成為好一點的人。最後，邏輯哲學的存在，則是確保前三樣哲學之結論的正確性。
休格相信神性智慧是所有受造物的原始型態。他深受奧古斯丁創世紀註釋的影響。休格認為世上被創造的第六天，是個讓人去沉思的奧秘，甚至可說是個聖禮。對休格而言，上帝在混沌中創造世界，為的是給人類一個信息，告訴他們應當從起初未受教導而愚昧無知的混沌中提升，成為滿有智慧與美麗的受造物。休格也發現創世紀其它部分，較多筆墨於道德教訓，而不在於字句上的事件說明。
休格是位神祕主義者。休格相信伴隨著耶穌而來的聖餐，是神賜給人類神聖的禮物，為的是從罪中贖回自己。他認為上帝有其它的方式可選擇來救贖人類。休格也將這一切分成兩群：opera conditionis(有條件的業績) 和 opera reparationis(彌補的業績) 。休格相信上帝並不需要差遣耶穌，因祂有其它的方式可選擇。上帝會選擇差遣耶穌是個奧秘，我們需默想這事和透過啟示得著啟發，藉由哲學方便於理解。
休格將聖禮定義為：並非每一件神聖之事的記號都可以稱為聖禮(因為聖經上的字、雕像與圖畫，都是「神聖之事的記號」，可是不能被稱為聖禮)。......若有人想要聖禮有更完整、更好的定義，可以如此定義：「聖禮是一種物質，用於外在，透過其相似性，代表他所設立之時的事，藉著聖化，包含了某些不可見的屬靈恩惠。」
休格在解經上以強調平時、自然、穩重的字面解經著稱。俄利根所提出的三重解經，許多釋經學家身受三位一體的教義影響，休哥也認為所有美善的事物都是三個一組，尤其是神學上的真理。休哥認為三重解經不是很死板的，他指出應要由上下文來判斷，應該用三重裡的哪一重。休哥最大的貢獻是強調歷史字面的重要性，他用房子的構造來比喻三重解經。他說第一從字面解經就好像是房子的根基，是最重要的部分。第二重寓意解經是房子的結構，第三重借喻則像是房屋的室內設計或裝潢。

## 影響與遺產
休格被眾多人物所影響，其中聖奧古斯丁影響他最深遠。奧古斯丁與休格都認同某些藝術和哲學有助於了解上帝，但除此之外他們的論點相異。休格的遺產較令人印象深刻，他過世後，他的思想與著作常被引用於許多的發表。聖文德在《De reductione artium ad theologiam》讚揚他。休格也將他對神祕主義的思想傳授給Andrew和 Richard of Saint Victor。休格也是 Victorine movement 的創始成員之一。然而，休格有一個理想沒有傳遞給 Victorine movement ，就是他對科學和哲學的包容性，把它們都當作接近上帝的工具。

## 著作
休格的著作如今仍存留在整個歐洲數百間的圖書館裡。從這些著作的保存和普遍性，可看到休格的作品深具影響力。休格寫過不少著作，但沒有一本觸及到政治和經濟方面的理論。
他在1120年代撰寫了數篇有名的著作，其中《Sacraments of the Christian Faith》和《The Didascalicon of Hugh of St Victor》為他的巨作之一。《Sacraments of the Christian Faith》是最被推崇的名著，其中大量表達出休格對於神學和神秘思想（範圍從上帝與天使到自然法則）的概念。《The Didascalicon of Hugh of St Victor》是本認識基督教的入門引導本，反映出休格的願望 —— 成為基督信仰的初級教師；《Didascalicon》則強烈反映出休格的哲學思想，其中反映出他認為基督徒該學習注意在哪些基本元素。《De arca Noe morali》和《De arca Noe mystica》則反映出他熱衷於神祕主義和對創世紀感興趣。